# Alto Paraíso de Goiás
Pour les articles homonymes, voir Alto Paraíso.
Alto Paraíso de Goiás /'awtu paɾa'izu dʒi goj'as/ (Le haut paradis de Goias) est une ville et municipalité dans l'État de Goiás, Brésil où a été fondé le lieu Bona Espero.  Cette ville comptait, en 2004, 7 328 habitants et 2 658,7 km2 de surface.

## Climat
Alto Paraíso de Goiás, considérée comme la ville plus fraîche et la plus élevée de Goiás (avec Cristalina - GO, qui est à un peu plus de 1 200 mètres d'altitude), est une forêt tropicale de montagne, sèche et froide en hiver et chaude et humide en été. En hiver, le minimum peut facilement atteindre les 5 °C et le maximum ne peut pas arriver à 20 °C. Normalement, l'hiver est commun à de grandes plages de température. (Les températures d'une journée typique de l'hiver : min. 5 °C/max. 22 °C). Il existe des cas exceptionnels, lorsque les exigences mai peut être inférieure à 4 °C. (Les températures d'une journée typique de l'automne : min. 9 °C/max. 23 °C) 
En été, les conditions sont légèrement plus élevées à environ 16 °C et le maximum, une légère (environ 23 °C). (Les températures d'une journée typique de l'été, les jours de pluie : min. 16 °C/max. 21 °C. Les températures d'une journée type de journées d'été avec un ciel clair : min. 15 °C/max. 25 °C) 
Mais c'est au printemps que sont enregistrées les températures les plus élevées de l'année, parce que le minimum de mai près de 16 °C et le plus élevé, atteignant les 34 °C. La plus grande température minimale enregistrée est de 19 °C en septembre 2007 et le plus haut maximum de 35 °C aussi en septembre 2007. (Température typique d'un jour du printemps : min. 13 °C/max. 30 °C) L'humidité relative de l'hiver au cours de la journée mai de ne pas dépasser 15 %. 
La température plus basse ont eu lieu en mai 1975, mais aucun document pour confirmer ce fait. Mais, selon les rapports des records de température dans les autres villes à proximité du minimum de l'Alto Paraíso de Goiás, puis, aurait dû rester entre -2 °C et 2 °C (qui devrait peut-être ont causé peu de gel au moins). 
En raison de la forêt tropicale de montagne, Alto Paraíso de Goiás a glacial matin d'hiver, les températures minimales que cette période de l'année peut atteindre les 4 °C, voire moins dans les points les plus élevés. Mais en hiver, les températures minimales communes varient entre 4 °C et 9 °C. Même si l'hiver dans la région mai avoir des périodes de jours chauds avec des températures qui peuvent atteindre 28 °C. Logo dispose d'une large plage de température. Le camp est aussi cette période de l'année, car les nuits sont "gel". C'est en raison de la constante 7 km/ha des vents de 30 km/h. En été, les températures augmentent très minimum, de 6 °C à 15 °C ou 16 °C. Mais les maximums vont de 18 °C à 26 °C en raison de la pluie et du temps de rafraîchissement.

## Ésotérisme
La municipalité a connu depuis plusieurs années une certaine renommée du fait de l'émergence de mouvements ésotériques liés à la pratique méditative. Cela est aussi dû au fait que le sous-sol d'Alto Paraíso possède une richesse en termes de cristaux cristais. Un des lieux favoris pour la pratique est un jardin appelé « Jardim de Maitreya ».